# Ajuntament de Masquefa
L'Ajuntament de Masquefa és una obra del municipi de Masquefa (Anoia) inclosa en l'Inventari del Patrimoni Arquitectònic de Catalunya.

## Descripció
Es tracta d'un edifici de caràcter públic de gran sobrietat neoclàssica. Destaca la nitidesa de línies, amb predomini de les línies rectes i l'absència total de decoració. L'estructura de la façana principal correspon a la d'arc de triomf, recurs tan emprat en el neoclassicisme, és a dir, la porta adovellada i a cada costat una filera de carreus de pedra que s'alça fins a trobar-se amb el frontó triangular -del qual s'ha perdut el seu contingut en relleu de pedra- que mostra l'acabament de l'edifici.